# Paul Craig
Paul Craig, (Airdrie, 27 de novembro de 1987) é um lutador profissional de artes marciais mistas que atualmente compete pelo UFC na categoria dos meio-pesados.

## Vida Pessoal
Paul jogou futebol antes de se tornar lutador de MMA. Ele também trabalhou como treinador de futebol antes de trabalhar como professor de uma instituição infantil.

## Carreira no MMA

### Ultimate Fighting Championship
Craig fez sua estreia no UFC contra Henrique da Silva em 17 de Dezembro de 2016 no UFC on Fox: VanZant vs. Waterson. Ele venceu por finalização no segundo round, o que lhe rendeu um
bônus de “Performance da Noite”.
Craig enfrentou Tyson Pedro em 4 de março de 2017 no UFC 209: Woodley vs. Thompson II. Ele perdeu por nocaute técnico no primeiro round.
Craig enfrentou Khalil Rountree Jr. no UFC Fight Night: Nelson vs. Ponzinibbio em 16 de Julho de 2017. Ele perdeu por nocaute técnico no primeiro round.
Craig enfrentou Magomed Ankalaev em 17 de março de 2018 no UFC Fight Night: Werdum vs. Volkov. Ele venceu por finalização aos 4:59 do terceiro round, sendo esta a finalização mais tardia da história do UFC. Esta vitória lhe rendeu um bônus de “Performance da Noite”.
Craig enfrentou o estreante Jimmy Crute em 1 de Dezembro de 2018 no UFC Fight Night: dos Santos vs. Tuivasa. Ele perdeu por finalização no primeiro round.
Craig enfrentou o estreante Kennedy Nzechukwu em 30 de março de 2019 no UFC on ESPN: Barboza vs. Gaethje. Ele venceu por finalização no terceiro round.
Craig enfrentou Alonzo Menifield em 29 de junho de 2019 no UFC on ESPN: Ngannou vs. dos Santos. Ele perdeu por nocaute no primeiro round.
Craig enfrentou Vinicius Moreira em 21 de setembro de 2019 no UFC Fight Night: Rodríguez vs. Stephens. Ele venceu por finalização no primeiro round.>
Craig aceitou enfrentar Mauricio Rua com pouca antecedência em 16 de Novembro de 2019 no UFC Fight Night: Błachowicz vs. Jacaré, substituindo Sam Alvey. A luta terminou empatada.

## Cartel no MMA
| Cartel no MMA   |             |            |
| 22 lutas        | 16 vitórias | 5 derrotas |
| Por nocaute     | 2           | 3          |
| Por finalização | 14          | 1          |
| Por decisão     | 0           | 1          |
| Empates         | 1           | 1          |

| Res.    | Cartel | Oponente              | Método                               | Evento                                           | Data       | Round | Tempo | Local                      | Notas                                            |
| ------- | ------ | --------------------- | ------------------------------------ | ------------------------------------------------ | ---------- | ----- | ----- | -------------------------- | ------------------------------------------------ |
| Derrota | 16-5-1 | Volkan Oezdemir       | Decisão (unânime)                    | UFF Fight Night: Blaydes vs. Aspinall            | 23/07/2022 | 3     | 5:00  | Londres                    |                                                  |
| Vitória | 16–4–1 | Nikita Krylov         | Finalização (triângulo)              | UFC Fight Night: Volkov vs. Aspinall             | 19/03/2022 | 1     | 3:57  | Londres                    | Performance da Noite.                            |
| Vitória | 15-4-1 | Jamahal Hill          | Finalização técnica (chave de braço) | UFC 263: Adesanya vs. Vettori                    | 12/06/2021 | 1     | 1:59  | Glendale, Arizona          |                                                  |
| Vitória | 14-4-1 | Mauricio Rua          | Nocaute Técnico (socos)              | UFC 255: Figueiredo vs. Perez                    | 21/11/2020 | 2     | 3:36  | Las Vegas, Nevada          |                                                  |
| Vitória | 13-4-1 | Gadzhimurad Antigulov | Finalização (triângulo)              | UFC on ESPN: Whittaker vs. Till                  | 25/07/2020 | 1     | 2:06  | Abu Dhabi                  | Performance da Noite.                            |
| Empate  | 12-4-1 | Maurício Rua          | Empate (dividido)                    | UFC Fight Night: Błachowicz vs. Jacaré           | 16/11/2019 | 3     | 5:00  | São Paulo                  |                                                  |
| Vitória | 12-4   | Vinicius Moreira      | Finalização (mata leão)              | UFC Fight Night: Rodríguez vs. Stephens          | 21/09/2019 | 1     | 3:19  | Cidade do México           | Performance da Noite.                            |
| Derrota | 11-4   | Alonzo Menifield      | Nocaute (socos)                      | UFC on ESPN: Ngannou vs. dos Santos              | 29/06/2019 | 1     | 3:19  | Minneapolis, Minnesota     |                                                  |
| Vitória | 11-3   | Kennedy Nzechukwu     | Finalização (triângulo)              | UFC on ESPN: Barboza vs. Gaethje                 | 30/03/2019 | 3     | 4:20  | Philadelphia, Pennsylvania | Performance da Noite.                            |
| Derrota | 10-3   | Jim Crute             | Finalização (kimura)                 | UFC Fight Night: dos Santos vs. Tuivasa          | 01/12/2018 | 3     | 4:51  | Adelaide                   |                                                  |
| Vitória | 10-2   | Magomed Ankalaev      | Finalização (triângulo)              | UFC Fight Night: Werdum vs. Volkov               | 17/03/2018 | 3     | 4:59  | Londres                    | Performance da Noite.                            |
| Derrota | 9-2    | Khalil Rountree Jr.   | Nocaute (socos)                      | UFC Fight Night: Nelson vs. Ponzinibbio          | 16/07/2017 | 1     | 4:56  | Glasgow                    |                                                  |
| Derrota | 9-1    | Tyson Pedro           | Nocaute Técnico (cotoveladas)        | UFC 209: Woodley vs. Thompson II                 | 04/03/2017 | 1     | 4:10  | Las Vegas, Nevada          |                                                  |
| Vitória | 9-0    | Henrique da Silva     | Finalização (chave de braço)         | UFC on Fox: VanZant vs. Waterson                 | 17/12/2016 | 2     | 1:59  | Sacramento, California     | Estreia no UFC; Performance da Noite.            |
| Vitória | 8-0    | Marcin Łazarz         | Finalização (triângulo)              | BAMMA 23                                         | 14/11/2015 | 1     | 3:51  | Londres                    | Ganhou o cinturão meio pesado do BAMMA.          |
| Vitória | 7-0    | Karl Moore            | Finalização (guilhotina)             | BAMMA 22                                         | 19/09/2015 | 2     | 0:48  | Dublin                     |                                                  |
| Vitória | 6-0    | Adam Wright           | Finalização (chave de braço)         | Animalistic MMA: Rise of the Alpha               | 20/06/2015 | 1     | 0:47  | Preston                    |                                                  |
| Vitória | 5-0    | Andrzej Bachorz       | Finalização (estrangulamento d'arce) | FightStar Championship 5                         | 11/04/2015 | 1     | 2:37  | Coventry                   | Ganhou o cinturão meio pesado vago do FightStar. |
| Vitória | 4-0    | Dan Konecke           | Nocaute Técnico (socos)              | First Fighting Championship: Resurgence          | 13/09/2014 | 1     | 4:18  | Hamilton                   |                                                  |
| Vitória | 3-0    | Jon Ferguson          | Finalização (mata leão)              | Full Contact Contender 10                        | 21/06/2014 | 1     | 1:50  | Bolton                     |                                                  |
| Vitória | 2-0    | Antonio Braga         | Finalização (triângulo)              | Underdog Xtreme Championships 2                  | 01/03/2014 | 1     | 2:41  | Belfast                    |                                                  |
| Vitória | 1-0    | Brad Conway           | Finalização (triângulo)              | First Fighting Championship 3: Prepare For Glory | 24/08/2013 | 1     | 2:00  | Hamilton                   |                                                  |